# インディアナポリス・インディアンズ
インディアナポリス・インディアンズ（Indianapolis Indians）は、アメリカ合衆国インディアナ州インディアナポリスに本拠地をおくマイナーリーグの野球チームである。
インターナショナルリーグに属し、メジャーリーグのピッツバーグ・パイレーツ傘下AAA級チームである。本拠地球場はインディアナポリスのダウンタウンにあるヴィクトリー・フィールドである。
2007年のシーズンでは桑田真澄が、オープン戦の終盤に蒙った怪我からの回復後、メジャー昇格前に一時期所属した。

## 概要
1902年、8チームによって新たに結成された独立リーグのアメリカン・アソシエーション（同リーグは翌年には当時マイナーリーグ最上位であったA級に編入され、1912年のAA級、1946年のAAA級設立に伴いそのまま移行している）のうちの1チームとして設立された。アメリカン・アソシエーションが1962年で解散したのを受けて1963年はインターナショナルリーグ、1964年からはパシフィックコーストリーグに所属したが、1969年にメジャーリーグ拡張を受けてアメリカン・アソシエーションが再結成された際に復帰、1998年のメジャーリーグ拡張を受けてアメリカン・アソシエーションが解散した後は再びインターナショナルリーグに所属している。
「インディアンズ」を名乗ったのは創設時の1902年からであり、クリーブランド・ガーディアンズがインディアンズを名乗る（1915年）よりも前から存在している。1952年に同チームによって買収され傘下となったが経営難のため1955年シーズン後には売却され提携関係も翌1956年シーズンまでであった。その後はロゴのデザイン等も両チームで全く異なるものとなっている。

## 選手名鑑

### 現役選手
| 投手 - 49 ジェイク・ブリガム (Jake Brigham) - 12 ブランドン・カンプトン (Brandon Cumpton)* - 36 フィル・アーウィン (Phil Irwin)* - 41 ジェイ・ジャクソン (Jay Jackson) - 44 ジョシュ・キニー (Josh Kinney) - 31 ジェフ・ロック (Jeff Locke)* - 39 アンディ・オリバー (Andy Oliver) - 45 ケイシー・サドラー (Casey Sadler)* - 34 ダニエル・シュレーレス (Daniel Schlereth) - 16 タイラー・サンプル (Tyler Sample) - 32 デューク・ウェルカー (Duke Welker)* - 17 アダム・ウィルク (Adam Wilk) - 35 バンス・ウォーリー (Vance Worleyn) | 投手 - 49 ジェイク・ブリガム (Jake Brigham) - 12 ブランドン・カンプトン (Brandon Cumpton)* - 36 フィル・アーウィン (Phil Irwin)* - 41 ジェイ・ジャクソン (Jay Jackson) - 44 ジョシュ・キニー (Josh Kinney) - 31 ジェフ・ロック (Jeff Locke)* - 39 アンディ・オリバー (Andy Oliver) - 45 ケイシー・サドラー (Casey Sadler)* - 34 ダニエル・シュレーレス (Daniel Schlereth) - 16 タイラー・サンプル (Tyler Sample) - 32 デューク・ウェルカー (Duke Welker)* - 17 アダム・ウィルク (Adam Wilk) - 35 バンス・ウォーリー (Vance Worleyn) | 捕手 - 29 ネビン・アシュリー (Nevin Ashley) - -- ルディ・ペーニャ (Rudy Pena) - 28 オミール・サントス (Omir Santos) 内野手 - 2 ロバート・アンディーノ (Robert Andino) - 15 チェイス・ダーノー (Chase d'Arnaud)* - 10 ブレイク・デービス (Blake Davis) - 38 アンドリュー・ランボー (Andrew Lambo)* - 19 クリス・マクギネス (Chris McGuiness) - 5 ブレント・モレル (Brent Morel)* - 3 アダルベルト・サントス (Adalberto Santos) 外野手 - 14 ジャフ・デッカー (Jaff Decker)* - 25 グレゴリー・ポランコ (Gregory Polanco)* | 捕手 - 29 ネビン・アシュリー (Nevin Ashley) - -- ルディ・ペーニャ (Rudy Pena) - 28 オミール・サントス (Omir Santos) 内野手 - 2 ロバート・アンディーノ (Robert Andino) - 15 チェイス・ダーノー (Chase d'Arnaud)* - 10 ブレイク・デービス (Blake Davis) - 38 アンドリュー・ランボー (Andrew Lambo)* - 19 クリス・マクギネス (Chris McGuiness) - 5 ブレント・モレル (Brent Morel)* - 3 アダルベルト・サントス (Adalberto Santos) 外野手 - 14 ジャフ・デッカー (Jaff Decker)* - 25 グレゴリー・ポランコ (Gregory Polanco)* |
| * 40人ロースター 2014年9月24日更新 [公式サイト(英語)より：ロースター 選手の移籍・故障情報] | | | |

### 過去の主な所属選手
- ベン・シーツ
- ルイス・マルティネス
- ジェフ・リーファー
- ポール・マホーム
- ザック・デューク
- ブライアン・バリントン
- ブラッド・エルドレッド
- 桑田真澄
- ナイジャー・モーガン
- スティーブ・ピアース
- ロス・オーレンドルフ
- ヘイデン・ペン
- ジョシュ・ハリソン
- ゲリット・コール
- アンドリュー・ランボー